# Sean O'Boyle
Sean Michael O'Boyle AM (né en 1963) est un compositeur et chef d'orchestre australien.

## Carrière
Son œuvre intitulée River Symphony a été donnée par le Queensland Orchestre et diffusée sur un disque du label ABC Classics en 2007, qui comprend également son Concerto pour Didgeridoo, composé et enregistré avec William Barton. River Symphony a été placé 85e des Classic 100 Symphony de l'Australian Broadcasting Corporation et le Concerto pour Didgeridoo a été placé à la 87e dans les 100 Classiques du XXe siècle de la même radio.
Sean O'Boyle est nommé membre de l'Ordre d'Australie en 2015, pour « service important rendu à la musique en tant que compositeur, chef d'orchestre, musicien, interprète et directeur musical » .
Sean O'Boyle a écrit pour, dirigé et collaboré avec de nombreux artistes, notamment Dame Evelyn Glennie, Adam Lopez, James Morrison, The Whitlams, Tommy Emmanuel, Kate Ceberano, Yvonne Kenny, Teddy Tahu-Rhodes, Suzanne Kompass, David Hobson, Riley Lee, David Campbell et Jane Rutter.
Il a reçu deux fois le prix du manuscrit d'or de l'ABC, pour son travail en tant que compositeur et ses projets ont reçu de nombreux nominations et prix ARIA (équivalent australien du Grammy).
En 2002, il a été présenté en exclusivité lors de la réunion des chefs de Gouvernement du Commonwealth (CHOGM) où ses compositions ont été interprétées en direct pour la reine Elizabeth II. En 2000, Sean compose le thème olympique de l'ABC pour son utilisation lors des retransmissions des Jeux olympiques de Sydney de 2000, ainsi que pour les Jeux du Commonwealth de 2002 à Manchester et les Jeux olympiques de 2004, à Athènes.
En 2009, Sean écrit et arrange la musique pour « The Ashes » – la plus grande compétition de cricket au monde. Son arrangement de l'Hymne « Jérusalem » a été choisi comme hymne officiel 2014 pour la Coupe du Monde de la Ligue de Rugby.
En 2010, Sean O'Boyle s'installe à New York.
En 2014, il est nommé chef arrangeur et compositeur en résidence du Queensland Pops orchestra. Sean et son épouse Suzanne, ont une maison à Bethlehem, en Pennsylvanie, où ils sont des Artistes en Résidence à la sixième plus vieille Université des États-Unis, Moravian College : il y enseigne la composition, la direction l'orchestration, l'art de l'enregistrement, la musique de film et la clarinette jazz.
En 2014, Dame Evelyn Glennie a donné en première mondiale de son pour percussion, Portraits of Immortal Love [« Portraits de l'amour immortel »] avec le Tacoma Symphony Orchestra, sous la direction de Maestra Sarah Ioannides.